# Marco Berlinghieri
Pour les articles homonymes, voir Berlinghieri.
Marco Berlinghieri est un peintre italien gothique et un enlumineur qui a été actif à Lucques de 1232 à 1255.

## Biographie
Marco Berlinghieri est le fils de Berlinghiero Berlinghieri, qui le forme au sein de l'atelier familial des Berlinghieri avec ses frères Barone et Bonaventura.
Il a travaillé surtout en tant que peintre de miniatures.
N'étant pas mentionné dans le document de 1228 dans lequel son père et ses deux frères Bonaventura et Barone figurent, on suppose qu'il était le plus jeune des frères et était trop jeune  pour recevoir les droits de citoyen.
Après les expertises récentes, il est probablement identifié avec Marcus Pictor d'une œuvre pour le monastère  de Fontebuona à Camaldoli de 1240 (présente  à Londres, British Library, Egerton 3036).
En 1250, il aurait dessiné la décoration pour une bible pour l'église San Martino qui se trouve encore aujourd'hui à Lucques.
Il est aussi identifié comme Pictor de Luca Marcus, payé en 1255 pour une peinture à la chapelle du Palazzo dei Podestà à Bologne
Une fresque avec la représentation de la Naissance du Christ lui est attribuée à l'église San Sepolcro de Bologne.
Il est stylistiquement plus proche de son frère Bonaventura, que  de son père.

## Œuvres
- Le Massacre des Innocents,(v.1260) fresque détachée 350 × 205 cm Museo della Basilica di Santo Stefano, Bologne.
- Bible (Codex №1), pages, (1248-1250) Palazzo della Curia Arcivescovile, Lucques.

## Sources
- (de) Cet article est partiellement ou en totalité issu de l’article de Wikipédia en allemand intitulé « Marco Berlinghieri » (voir la liste des auteurs).